# Scherströmung

Couette-Strömung (hellblau) zwischen zwei Platten (grau)

Die einfache Scherströmung oder Couette-Strömung ist in der Strömungsmechanik die Strömung eines viskosen Fluids (Flüssigkeit oder Gas) im Raum zwischen zwei Flächen, von denen sich eine tangential relativ zur anderen bewegt.:106
Die relative Bewegung der Oberflächen übt über die Haftbedingung und Viskosität eine Scherspannung auf die Flüssigkeit aus und induziert so eine Schleppströmung. Je nach Definition des Begriffs kann es auch einen Druckgradient in Strömungsrichtung geben, was dann Anlass zu einer Druck-Schleppströmung gibt. Scherströmungen sind wie im Bild meist eben:182 und werden bei der Messung der Viskosität benutzt; sie gehören zu den viskometrischen Strömungen.:29
Scherströmungen kommen in Grenzschichten, beim Beschichten:395, bei der Erd-Mantelkonvektion, in der Erdatmosphäre sowie in leicht belasteten Gleitlagern:185 vor. Scherströmungen zwischen unterschiedlich schnell rotierenden coaxialen Zylindern werden Zirkulare Couette-Strömungen oder Taylor-Couette-Strömungen (nach Maurice Couette und Geoffrey Ingram Taylor) genannt. Wenn der Spalt zwischen langen Zylindern klein gegenüber dem Radius ist, dann ähnelt das Strömungsbild auch der einfachen ebenen Scherströmung.:185

## Ebene inkompressible Scherströmung
Die Annahme der Inkompressibilität ist für Flüssigkeiten bei moderaten Drücken und für Gasströmungen weit unterhalb der Schallgeschwindigkeit eine häufig sinnvolle Näherung. Bei den häufig anzutreffenden newtonschen Fluiden (Flüssigkeiten oder Gase) können für die in ihnen geltenden Navier-Stokes-Gleichungen mit vereinfachenden Annahmen über das Geschwindigkeitsfeld analytische Lösungen gefunden werden, wie die ebene Scherströmung eine ist. In der ebenen inkompressiblen Strömung eines newtonschen Fluids lauten die bestimmenden Gleichungen in der xy-Ebene::390
| Kontinuitätsgleichung:  | {\displaystyle {\frac {\partial u}{\partial x}}+{\frac {\partial v}{\partial y}}=0} |
| Strömung in x-Richtung: | {\displaystyle \rho \left[{\frac {\partial u}{\partial t}}+u{\frac {\partial u}{\partial x}}+v{\frac {\partial u}{\partial y}}\right]=-{\frac {\partial p}{\partial x}}+\eta \left[{\frac {\partial ^{2}u}{\partial x^{2}}}+{\frac {\partial ^{2}u}{\partial y^{2}}}\right]+\rho g_{x}} |
| Strömung in y-Richtung: | {\displaystyle \rho \left[{\frac {\partial v}{\partial t}}+u{\frac {\partial v}{\partial x}}+v{\frac {\partial v}{\partial y}}\right]=-{\frac {\partial p}{\partial y}}+\eta \left[{\frac {\partial ^{2}v}{\partial x^{2}}}+{\frac {\partial ^{2}v}{\partial y^{2}}}\right]+\rho g_{y}} |

Darin sind {\displaystyle u} und {\displaystyle v} die Geschwindigkeiten in x- bzw. y-Richtung, ρ die Dichte und η die Scherviskosität, p der Druck und gx,y die Koeffizienten in x- bzw. y-Richtung eines Beschleunigungsfelds wie das Schwerefeld eines ist.

## Laminare stationäre Schichtströmung
Die einfache Scherströmung ist eine laminare Strömung, die zeitunabhängig, stationär in Schichten erfolgt, sodass alle Zeitableitungen vernachlässigt werden. Allen Schichtenströmungen ist gemeinsam, dass es nur eine nicht verschwindende Geschwindigkeitskomponente gibt.:182 Im Folgenden wird die x-Achse in Strömungsrichtung gelegt, sodass die einzige Geschwindigkeitskomponente {\displaystyle u} ist. Dass sich diese nur senkrecht zur Strömungsrichtung ändert, ist eine Folge der Kontinuitätsgleichung:
{\displaystyle {\frac {\partial u}{\partial x}}+{\frac {\partial v}{\partial y}}={\frac {\partial u}{\partial x}}=0\quad \rightarrow \quad u=u(y)}
Damit reduzieren sich die Navier-Stokes-Gleichungen
| in x-Richtung: | {\displaystyle 0=-{\frac {\partial p}{\partial x}}+\eta {\frac {\partial ^{2}u}{\partial y^{2}}}+\rho g_{x}} |
| in y-Richtung: | {\displaystyle 0=-{\frac {\partial p}{\partial y}}+\rho g_{y}\quad \rightarrow \quad p=\rho g_{y}y+\Pi (x)}  |

Mit Pumpen oder Gebläsen kann die Druckfunktion {\displaystyle \Pi (x)} aufgeprägt werden. Einsetzen der letzten Gleichung in die erste liefert nach Umstellung:393
{\displaystyle {\frac {\partial \Pi }{\partial x}}=\eta {\frac {\partial ^{2}u}{\partial y^{2}}}+\rho g_{x}}
Der Druckgradient in Strömungsrichtung entspricht den Viskositäts- und Massenkräften. Sofern die Schwerkraft im Strömungsfeld konstant ist, steht auf der linken Seite eine nur von x abhängige Funktion, wohingegen die rechte Seite nur in y-Richtung variiert. Daher stehen auf beiden Seiten Konstanten mit den Konsequenzen:
| Druck:           | {\displaystyle \Pi (x)=p_{0}-Kx\quad \rightarrow \;p=p_{0}-Kx+\rho g_{y}y} |
| Geschwindigkeit: | {\displaystyle u=u_{0}+u_{1}y+u_{2}y^{2},\;2\eta u_{2}=-K-\rho g_{x}}      |

### Couette-Strömung
Unter den vereinfachenden Annahmen

Couette-Strömung

- Vernachlässigung eines Schwerefeldes,
- Abwesenheit eines Druckgradienten,
- stillstehende Wand bei y=0 und
- gleichmäßig mit Geschwindigkeit {\displaystyle U={\bar {V}}} parallel verschobener Wand im Abstand h,

wie im Bild, ist p=p0=const. und die Geschwindigkeit in x-Richtung ist linear in y::182
{\displaystyle u={\tfrac {U}{h}}y={\dot {\gamma }}y}   mit   {\displaystyle {\dot {\gamma }}:={\frac {\partial u}{\partial y}}+{\frac {\partial v}{\partial x}}={\tfrac {U}{h}}}
Die Schubspannungen τ sind zur Schergeschwindigkeit proportional mit der Scherviskosität η als Proportionalitätsfaktor: {\displaystyle \tau =\eta {\dot {\gamma }}}. Wenn die obere Platte die Fläche A hat, dann wird zu Aufrechterhaltung der Scherströmung die Kraft {\displaystyle F=A\tau =A{\tfrac {U}{h}}\eta } benötigt, aus der mittels
{\displaystyle \eta ={\frac {Fh}{AU}}}
die Scherviskosität abgeleitet werden kann. Die Couette-Strömung zwischen einer bewegten und einer ruhenden Wand ist für alle Reynolds-Zahlen stabil.:319 Obiger Zusammenhang {\displaystyle \tau (y)=\eta {\tfrac {\partial u}{\partial y}}} war Isaac Newton bekannt und wird fälschlicherweise zuweilen zur Definition Newtonscher Flüssigkeiten benutzt. Es gibt aber auch Nicht-Newtonsche Flüssigkeiten, die bei diesem einfachen Spannungszustand eine lineare Relation zwischen der Schubspannung und Scherrate zeigen.:2,
Ein (infinitesimal) kleines quadratisches Fluidelement wird in diesem Strömungsfeld zu einer Raute deformiert und mit der Winkelgeschwindigkeit {\displaystyle {\dot {\gamma }}/2} senkrecht zur x- und y-Achse – um die z-Richtung – rotiert.:27–29
Denn der Geschwindigkeitsgradient hat nur einen von null verschiedenen Koeffizient:
{\displaystyle {\bf {l}}:=\mathrm {grad} \,{\vec {u}}=\mathrm {grad} {\begin{pmatrix}u\\v\end{pmatrix}}:={\begin{pmatrix}{\frac {\partial u}{\partial x}}&{\frac {\partial u}{\partial y}}\\{\frac {\partial v}{\partial x}}&{\frac {\partial v}{\partial y}}\end{pmatrix}}={\begin{pmatrix}0&{\dot {\gamma }}\\0&0\end{pmatrix}}}
Der symmetrische Anteil d hiervon ist
{\displaystyle {\bf {d}}={\frac {1}{2}}\left({\bf {l}}+{\bf {l}}^{\top }\right)={\frac {1}{2}}{\begin{pmatrix}2{\frac {\partial u}{\partial x}}&{\frac {\partial u}{\partial y}}+{\frac {\partial v}{\partial x}}\\{\frac {\partial u}{\partial y}}+{\frac {\partial v}{\partial x}}&2{\frac {\partial v}{\partial y}}\end{pmatrix}}={\frac {1}{2}}{\begin{pmatrix}0&{\dot {\gamma }}\\{\dot {\gamma }}&0\end{pmatrix}}}

Verformung eines Quadrats (hellblau) in ein Parallelogramm (blau)

Die Dehnraten sind in Richtung von dessen Eigenvektoren ê1=(1,1)⊤ und ê2=(−1,1)⊤ mit den Eigenwerten {\displaystyle \lambda _{1,2}=\pm {\tfrac {1}{2}}{\dot {\gamma }}} extremal, 1 bzw. 2 im Bild. Ein quadratisches Fluidelement wird dadurch zu einer Raute (gelb) gedehnt (rote Pfeile). Dieser drehungsfreie Verformungsanteil bestimmt die Viskositätskräfte, wohingegen der folgende Anteil aus einer Starrkörperdrehung keinen Beitrag zu ihnen liefert.
Der Wirbeltensor w ist der schiefsymmetrische Anteil des Geschwindigkeitsgradienten und bestimmt die Drehgeschwindigkeit der Fluidelemente oder (halbe) Wirbelstärke:
{\displaystyle {\bf {w}}={\frac {1}{2}}\left({\bf {l}}-{\bf {l}}^{\top }\right)={\frac {1}{2}}{\begin{pmatrix}0&{\dot {\gamma }}\\-{\dot {\gamma }}&0\end{pmatrix}}\quad \rightarrow \;{\dot {\hat {e}}}_{1}={\bf {w}}{\hat {e}}_{1}=-{\frac {\dot {\gamma }}{2}}{\hat {e}}_{2},\;{\dot {\hat {e}}}_{2}={\bf {w}}{\hat {e}}_{2}={\frac {\dot {\gamma }}{2}}{\hat {e}}_{1}}
Die erste Diagonale der Raute ê1 wird mit der Drehgeschwindigkeit {\displaystyle {\dot {\gamma }}/2} in der zur zweiten entgegengesetzten Richtung −ê2 gedreht und die zweite ê2 in die zur ersten  Richtung ê1 (blaue Pfeile). Die Kombination aus Dehnung und Drehung liefert die Verformung, hier speziell die Scherung in ein Parallelogramm (blau im Bild).

### Couette-Strömung zwischen rotierenden koaxialen Zylindern
Die Couette-Strömung beschreibt die laminare Bewegung eines inkompressiblen, newtonischen Fluids zwischen zwei rotierenden koaxialen Zylindern mit Radien {\displaystyle R_{1}} und {\displaystyle R_{2}}, die sich mit den Winkelgeschwindigkeiten {\displaystyle \Omega _{1}} und {\displaystyle \Omega _{2}} drehen. Diese Strömung entsteht durch die „no-slip“-Bedingung, bei der das Fluid an den Zylinderoberflächen haften bleibt und daher deren tangentialen Geschwindigkeiten {\displaystyle v_{1}=R_{1}\cdot \Omega _{1}} und {\displaystyle v_{2}=R_{2}\cdot \Omega _{2}} annimmt.
Um die Geschwindigkeit des Fluids zu bestimmen, wird die azimutale Komponente der Navier-Stokes-Gleichungen in Zylinderkoordinaten verwendet. Die Symmetrie des Systems erlaubt es, nur die Umfangsgeschwindigkeit {\displaystyle v_{\Theta }} als Funktion des Radius zu betrachten, während Axial- und Radialgeschwindigkeit null sind. Die Geschwindigkeit {\displaystyle v_{\Theta }(r)} ergibt sich zu:
{\displaystyle v_{\Theta }\left(r\right)=A\cdot r+{\frac {B}{r}}}
wobei die Konstanten {\displaystyle A} und {\displaystyle B} durch die Randbedingungen bestimmt werden. Setzt man die „no-slip“-Bedingungen {\displaystyle v_{\Theta }(R_{1})=R_{1}\cdot \Omega _{1}} und {\displaystyle v_{\Theta }(R_{2})=R_{2}\cdot \Omega _{2}} ein, lassen sich {\displaystyle A} und {\displaystyle B} berechnen, um die vollständige Geschwindigkeitsverteilung zu erhalten:
{\displaystyle v_{\Theta }={\frac {\Omega _{2}R_{2}^{2}-\Omega _{1}R_{1}^{2}}{R_{2}^{2}-R_{1}^{2}}}\cdot r+{\frac {\left(\Omega _{1}-\Omega _{2}\right)R_{1}^{2}R_{2}^{2}}{R_{2}^{2}-R_{1}^{2}}}\cdot {\frac {1}{r}}}
Für die Druckverteilung {\displaystyle p(r)} im Fluid ergibt sich durch Einsetzen dieser Geschwindigkeit in die radiale Navier-Stokes-Gleichung: 
{\displaystyle {\frac {dp}{dr}}=\rho {\frac {v_{\Theta }^{2}}{r}}}
Durch Integration lässt sich der radiale Druckverlauf bestimmen.
{\displaystyle p\left(r\right)={\frac {R_{1}^{4}R_{2}^{4}\rho \left(\Omega _{1}-\Omega _{2}\right)^{2}}{2r^{2}\left(-R_{1}^{2}+R_{2}^{2}\right)^{2}}}-{\frac {R_{1}^{2}R_{2}^{4}\rho \left(\Omega _{1}-\Omega _{2}\right)^{2}}{2\left(-R_{1}^{2}+R_{2}^{2}\right)^{2}}}\ln {\left(R_{1}\right)}+{\frac {2R_{1}^{2}R_{2}^{2}\rho \left(\Omega _{1}-\Omega _{2}\right)\left(-\Omega _{1}R_{1}^{2}+\Omega _{2}R_{2}^{2}\right)}{\left(-R_{1}^{2}+R_{2}^{2}\right)^{2}}}\ln {\left(r\right)}+{\frac {R_{1}^{2}\rho \left(-\Omega _{1}R_{1}^{2}+\Omega _{2}R_{2}^{2}\right)^{2}}{2\left(-R_{1}^{2}+R_{2}^{2}\right)^{2}}}+{\frac {r^{2}\rho \left(-\Omega _{1}R_{1}^{2}+\Omega _{2}R_{2}^{2}\right)^{2}}{2\left(-R_{1}^{2}+R_{2}^{2}\right)^{2}}}}

### Couette-Poiseuille-Strömung

Couette-Poiseuille-Strömung

Die Couette-Poiseuille-Strömung ist eine ebene Scherströmung mit Druckgradient unter Vernachlässigung eines Schwerefeldes. Gemäß den Eigenschaften in der #Tabelle ist dann:183
| Druck:           | {\displaystyle p=p_{0}-Kx}                                 |
| Geschwindigkeit: | {\displaystyle u=u_{2}y^{2}+u_{1}y+u_{0},\;2\eta u_{2}=-K} |

und so
{\displaystyle u(y)=-{\frac {K}{2\eta }}y^{2}+u_{1}y+u_{0}}
Aus den Randbedingungen u(0)=0 und u(h)=U werden u0,1 bestimmt, mit dem Ergebnis
{\displaystyle u(y)={\frac {U}{h}}y+{\frac {Kh^{2}}{2\eta }}\left(1-{\frac {y}{h}}\right){\frac {y}{h}}}
Die #Couette-Strömung oben ist der Spezialfall K=0, wo kein Druckgradient auftritt (lila). Mit U=0 ergibt sich eine ebene Poiseuille-Strömung zwischen zwei ruhenden Platten mit einer parabolischen Geschwindigkeitsverteilung (dunkel blau). Im allgemeinen Fall (U≠0, K≠0) bildet sich eine Druck-Schleppströmung oder Couette-Poiseuille-Strömung (rot und blau).
Der Volumenstrom pro Tiefeneinheit ist
{\displaystyle {\dot {V}}:=\int _{0}^{h}u(y)\,\mathrm {d} y=\left({\frac {U}{2}}+{\frac {Kh^{2}}{12\eta }}\right)h}
und die mittlere Geschwindigkeit damit:184
{\displaystyle {\bar {u}}:={\frac {\dot {V}}{h}}={\frac {U}{2}}+{\frac {Kh^{2}}{12\eta }}}

## Verwandte Strömungsarten

### Schichtenströmung
Die Scherströmung ist ein Beispiel für eine Schichtenströmung.:27 Allen Schichtenströmungen ist gemeinsam, dass es nur eine nicht verschwindende Geschwindigkeitskomponente gibt.:182 Dies erleichtert das Auffinden exakter Lösungen der Navier-Stokes-Gleichungen, weil deren nichtlinearen Glieder hier aus kinematischen Gründen identisch verschwinden.:157

### Viskometrische Strömung
Viskometrische Strömungen sind Strömungen, die lokal einfache Scherströmungen sind. In ihnen verschwinden die erste und dritte Hauptinvariante des symmetrische Anteils d des Geschwindigkeitsgradienten. Die erste Invariante ist gleich der Divergenz des Geschwindigkeitsfeldes.:29

### Filmströmung
Bei einer Filmströmung bewegt sich eine Flüssigkeit auf einer festen Wand unter einer freien Oberfläche. Wegen der Haftbedingung stellt sich ein Geschwindigkeitsgradient senkrecht zur Wand ein und bildet sich unter idealisierenden Bedingungen eine Schichtenströmung aus.:400ff